# Rejon ustrzycki
Rejon ustrzycki, rejon dolnoustrzycki (ukr. Нижньо-Устрицький район, początkowo Устрико-Дольнівський) – dawna jednostka podziału administracyjnego Ukraińskiej Socjalistycznej Republiki Radzieckiej w Związku Socjalistycznych Republik Radzieckich w latach 1940–1941 i 1944–1951. Należał do obwodu drohobyckiego. Siedziba władz rejonu znajdowała się w Ustrzykach Dolnych.

## Historia
Rejon ustrzycki został utworzony 17 stycznia 1940 na podstawie dekretu Prezydium Rady Najwyższej USRR o podziale na rejony zachodnich obwodów USRR, kiedy to w obwodzie drohobyckim utworzono 30 rejonów, między innymi ustrzycki. Rejon objął następujące obszary  należące przed wojną do powiatu leskiego w województwie lwowskim:
- miasto Ustrzyki Dolne;
- całą zniesioną gminę Czarna;
- całą zniesioną gminę Ustrzyki Dolne;
- prawie całą zniesioną gminę Polana (bez położonej na lewym brzegu Sanu części gromady Chrewt[3]);
- prawie całą zniesioną gminę Lutowiska (bez położonych na lewym brzegu Sanu niezamieszkancyh części gromad Smolnik i Żurawin[4]);
- główną część zniesionej gminy Łobozew (bez położonej na lewym brzegu Sanu gromady Zabrodzie[5]);
- prawobrzeżną część gminy Zatwarnica (obejmującą w całości gromadę Chmiel oraz wschodnie krawędzie gromad Tworylne, Krywe, Hulskie i Zatwarnica);
- prawobrzeżny fragment gminy Wołkowyja (gromada Solina, częśc gromady Rajskie);
- prawobrzeżny fragment gminy Stuposiany (część gromady Dwernik z osadą Dwerniczek).

Rejon ustrzycki przestał istnieć wraz z wybuchem wojny niemiecko-radzieckiej 22 czerwca 1941. Jego tereny weszły w skład Landkreis Sanok dystryktu krakowskiego Generalnego Gubernatorstwa.
Rejon został odtworzony 31 lipca 1944, po zajęciu tych terenów przez Armię Czerwoną. Ukraińską nazwę rejonu zmieniono z Устрико-Дольнівський na Нижньо-Устрицький.
W marcu 1945, w wyniku wytyczenia granicy między ZSRR a Polską, trzy niewielkie fragmenty rejonu ustrzyckiego włączono do Polski, do reaktywowanego powiatu leskiego, od 18 sierpnia 1945 w nowym woj. rzeszowskim:
- gromadę Bóbrka – włączono ją do gminy Olszanica;
- zachodnią część Łobozewa – włączono ją do gromady Bóbrka w gminie Olszanica;
- zachodnią część  Ustjanowej – włączono ją do gromady Stefkowa w gminie Olszanica.

W 1946 roku rejon ustrzycki podzielony był na 29 rad: jedną miejską i 28 wiejskich (stan na 1 września 1946):
- rada wiejska Bandrów (Бандрівська сільська рада) – wieś Bandrów (Бандрів);
- rada wiejska Berehy Dolne (Долішньо-Берегівська сільська рада) – wieś Berehy Dolne (Долішні-Береги);
- rada wiejska Chmiel (Хмільська сільська рада) – wieś Chmiel (Хміль), chutor Dwerniczek (Дверничок), chutor Sikawiec (Сиаквець);
- rada wiejska Chrewt (Хревтська сільська рада) – wieś Chrewt (Хревть), chutor Liwobrat (Ливобрат), chutor Rajskie (Райське)[11], chutor Tworylne (Творильне)[12];
- rada wiejska Czarna (Чорнянська сільська рада) – wieś Czarna (Чорна), chutor Kadołbyszcze (Кадовбище), Łazy (Лази), Nagórny (Нахирний), Skórkowe (Скіркове);
- rada wiejska Daszówka (Дашівська сільська рада) – wieś Daszówka (Дашівка);
- rada wiejska Hoszowczyk (Гошівчицька сільська рада) – wieś Hoszowczyk (Гошівчик);
- rada wiejska Hoszów (Гошівська селищна рада) – wieś Hoszów (Гошів), chutor Zadwórze (Задвір'я);
- rada wiejska Jasień (Ясенська сільська рада) – wieś Jasień (Ясень), chutor Zamłynne (Замлиння), chutor Jałowe (Ялове);
- rada wiejska Łobozew (Лобізвянська сільська рада) – wieś Łobozew (Лобізва);
- rada wiejska Łodyna (Лодинянська сільська рада) – wieś Łodyna (Лодина), chutor Wola (Воля)[13];
- rada wiejska Moczary (Мочарівська сільська рада) – wieś Moczary (Мочари);
- rada wiejska Paniszczów (Панищівська сільська рада) – wieś Paniszczów (Панищів);
- rada wiejska Polana (Полянська сільська рада) – wieś Polana (Поляна), chutor Rosolin (Росолин);
- rada wiejska Rabe (Рябенська сільська рада) – wieś Rabe (Рябе), chutor Żołobek (Жолобик);
- rada wiejska Rosochate (Росохатенська сільська рада) – wieś Rosochate (Росохате);
- rada wiejska Równia (Рівнянська сільська рада) – wieś Równia (Рівня);
- rada wiejska Serednie (Середнянська сільська рада) – wieś Serednie (Середне), chutor Wydrne (Видрене);
- rada wiejska Skorodne (Скородненська сільська рада) – wieś Skorodne (Скородне);
- rada wiejska Smolnik (Смільницька сільська рада) – wieś Smolnik (Смільник);
- rada wiejska Sokole (Соколенська сільська рада) – wieś Sokole (Соколе), chutor Bukowina (Буковіна);
- rada wiejska Sokołowa Wola (Соколово-Волянська сільська рада) – wieś Sokołowa Wola (Соколова Воля);
- rada wiejska Solina (Солинянська сільська рада) – wieś Solina (Солина)[14];
- rada wiejska Strwiążyk (Стряжиківська сільська рада) – wieś Strwiążyk (Стряжики), chutor Ustrzyki (Устріки);
- rada wiejska Szewczenko (Шевченківська сільська рада) – wieś Szewczenko (Шевченкове);
- rada wiejska Teleśnica Oszwarowa (Телешнице-Ошварівська сільська рада) – wieś Teleśnica Oszwarowa (Телешница Ошварова), wieś Teleśnica Sanna (Телешниця Сянна);
- rada wiejska Ustjanowa (Устянівська сільська рада) – wieś Ustjanowa (Устянове);
- rada miejska Ustrzyki Dolne (Нижньо-Устріцька міська рада) – miasto Ustrzyki Dolne (Нижние Устрики);
- rada wiejska Żurawin (Журавнянська сільська рада) – wieś Żurawin (Журавна), chutor Krywka (Кривка).

15 maja 1948 radę wiejską Solina zniesiono, a od rady wiejskiej Łodyna odłączono chutor Wola, przekazując je Polsce w ramach korekty granic z ZSRR. Wykaz gromad z 2 listopada 1948 wymienia już ponownie gromadę Solina jako jedną z 17 gromad gminy Wołkowyja w powiecie leskim w województwie rzeszowskim. Chutor Wola (Maćkowa) zintegrowano z gromadą Leszczowate w gminie Ropienka w tymże powiecie i województwie.
10 grudnia 1951 rejon ustrzycki zniesiono, a wszystkie jego rady zniesiono. Przyczyną tego było włączenie prawie całego obszaru rejonu ustrzyckiego do Polski w ramach umowy o zmianie granic z 15 lutego 1951, w zamian za Sokalszczyznę. W jego miejsce utworzono 1 stycznia 1952 powiat ustrzycki z siedzibą w Ustrzykach Dolnych. Zasadniczy podział na przedwojenne gminy przywrócono z drobnymi korektami (m.in. w miejsce przedwojennej gminy Ustrzyki Dolne utworzono gminę Jasień, natomiast gmina Lutowiska nazywała się od zmiany nazwy Lutowisk w 1946 roku Szewczenko). Ponadto powiat ustrzycki zwiększono o gminę Krościenko z radzieckiego rejonu chyrowskiego oraz o miejscowości Bystre, Lipie i Michniowiec z radzieckiego rejonu strzyłeckiego; dołączono do niego także gminy i gromady z powiatów leskiego i przemyskiego, część z nich zniesiono, dokonując podziału na nowe gminy i gromady.